# Viola (gen de fluturi)
Viola este un gen de fluturi din familia Hesperiidae. 

## Specii
- Viola dagamba Steinhauser, 1989
- Viola egra Evans, 1953
- Viola minor (Hayward, 1933)
- Viola olla Evans, 1953
- Viola violella (Mabille, 1898)